# Il importe d'être Constant
Pour plus de détails, voir Fiche technique et Distribution.
Il importe d'être Constant (The Importance of Being Earnest) est un film anglais réalisé par Anthony Asquith sorti en 1952. Il est tiré de la pièce d'Oscar Wilde L'Importance d'être Constant.

## Fiche technique
- Titre original : The Importance of Being Earnest
- Titre français : Il importe d'être Constant
- Réalisation : Anthony Asquith
- Scénario : Anthony Asquith d'après la pièce L'Importance d'être Constant d'Oscar Wilde
- Direction artistique : Carmen Dillon
- Décors : Arthur Taksen
- Costumes : Beatrice Dawson
- Photographie : Desmond Dickinson
- Son : John Dennis, Gordon K. McCallum
- Musique : Benjamin Frankel
- Montage : John D. Guthridge
- Production : Teddy Baird
- Production déléguée : Earl St. John
- Société de production : British Film Makers, Javelin Films
- Société de distribution : General Film Distributors
- Pays de production :  Royaume-Uni
- Langue originale: anglais
- Format : couleur (Technicolor) — 35 mm — 1,37:1 — son mono
- Genre : Comédie dramatique
- Durée : 95 minutes
- Dates de sortie :
  - Royaume-Uni : 2 juin 1952 (Londres)
  - France : 31 décembre 1952

## Distribution
- Michael Redgrave: Jack Worthing
- Michael Denison: Algernon Moncrieff
- Edith Evans: Lady Augusta Bracknell
- Joan Greenwood: Gwendolen Fairfax
- Dorothy Tutin: Cecily Cardew
- Margaret Rutherford: Miss Letitia Prism
- Miles Malleson: Canon Chasuble
- Walter Hudd (en): Lane
- Richard Wattis: Seton
- Aubrey Mather: Merriman
- Ivor Barnard : chauffeur de bus